# Cryptopsaras couesii
Cryptopsaras couesii Gill, 1883 è un pesce marino della famiglia Ceratiidae. È l'unica specie del genere Cryptopsaras ed è conosciuta in italiano con il nome di rana pescatrice degli abissi.

## Descrizione

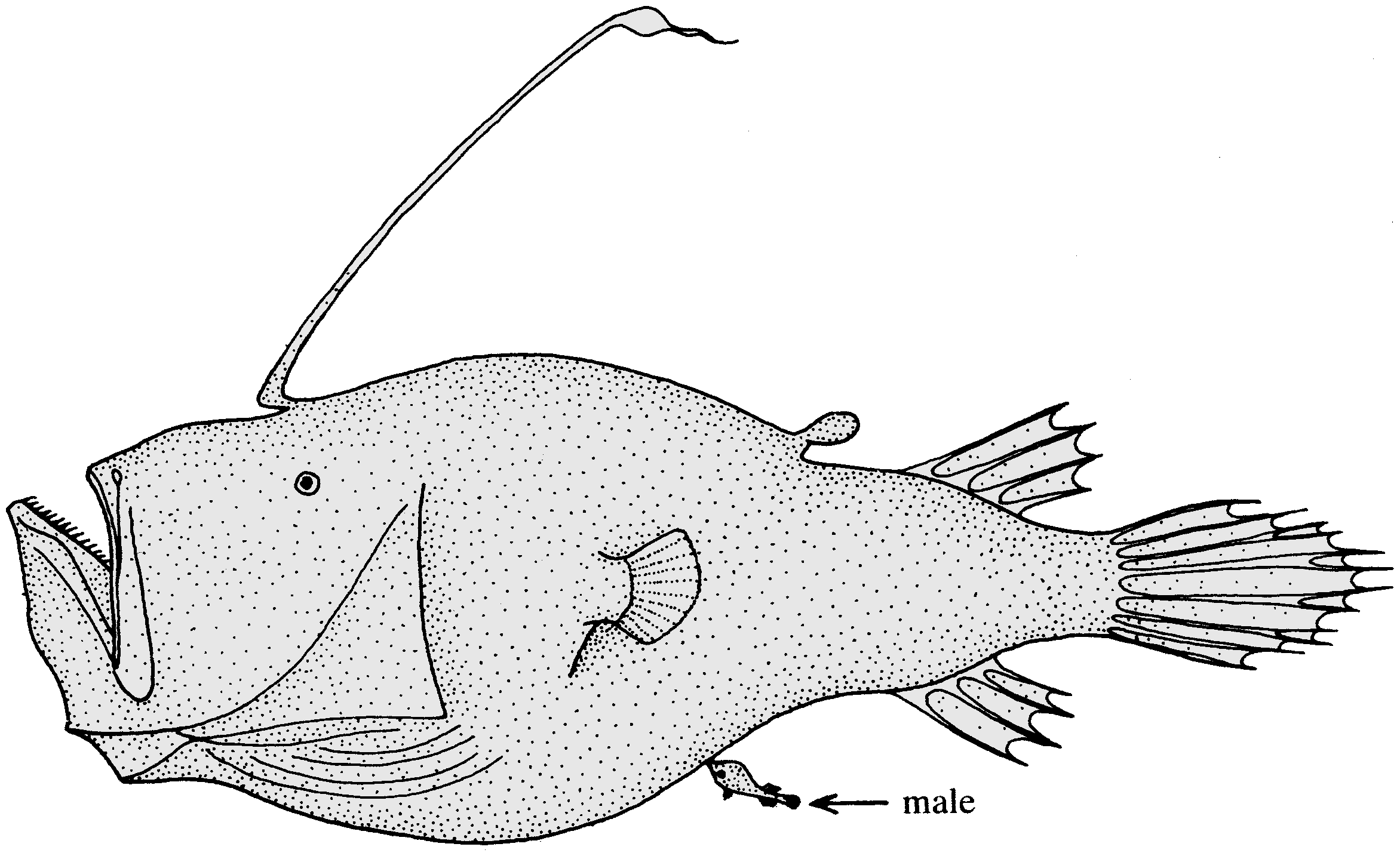
Dimorfismo sessuale in C.couesii: notare il maschio attaccato al ventre, indicato dalla freccia.

La rana pescatrice si presenta come un pesce dalla testa enorme (che ricopre anche 1/3 del suo corpo) munita di grandi mascelle con lunghi denti. Come in molti altri Ceratioidei, la particolarità di questo pesce è la presenza di un'esca bioluminescente posta sulla testa; questa peculiare ''antenna luminosa'' si chiama illicio. Il resto del corpo è piuttosto ristretto e, come gli altri pesci abissali, è privo di squame, in quanto sostituite da pelle. Le pinne sono trasparenti e piccole.
La femmina, in età adulta, può raggiungere una lunghezza di 45 cm.

## Distribuzione e habitat
È diffuso in gran parte degli oceani, limitatamente ai settori tropicali e subtropicali.
Si incontra nella zona abissale fino almeno a 3000 metri di profondità.

## Biologia
Il maschio in questa specie è nano e vive da parassita della femmina. Misura al massimo 1 cm di lunghezza. Uova e larve sono pelagiche, le uova sono deposte in cordoni galleggianti.